# Трощинский, Иван Ефимович
Иван Ефимович Трощинский (1783—1832) — российский командир эпохи наполеоновских войн, генерал-лейтенант Русской императорской армии.

## Биография
Иван Ефимович Трощинский родился в 1783 году в дворянской семье.
12 апреля 1799 года был принят в воинскую службу титулярным юнкером. 15 марта 1801 года перевёлся из Коллегии иностранных дел, где служил переводчиком в Гусарский лейб-гвардии полк в чине поручика.

Отважно сражался в войнах третьей и четвёртой коалиций; был ранен и отмечен орденом Святого Георгия 4-го класса 20 мая 1808 года
в воздаяние отличного мужества и храбрости, оказанных в сражении против французских войск 2 июня при Фридланде, где был накануне откомандирован с эскадроном для вытеснения неприятеля из деревни, мужественно атаковал оного и положил многих на месте, а прочих выгнал; на другой же день, получив от ядра большую контузию в бок, не оставил своего места до последнего истощения сил.
11 августа 1809 года Трощинский был произведён в полковники.
28 января 1813 года Трощинский был награждён орденом Святого Владимира 3-й статьи за отличие при Какувячино.
После вторжения наполеоновской армии в Россию принял активное участие в Отечественной войне 1812 года, сражался в ряде ключевых сражений этой войны, а при Бородино получил ранение пулей в грудь навылет.
После изгнания неприятеля из пределов империи принял участие в заграничном походе русской армии; в сражении при Лютцене вновь был ранен и награждён орденом Св. Анны 2-й степени. 15 сентября 1813 года за отличия удостоен чина генерал-майора и 8 января 1814 года занял должность шефа Лубенского гусарского полка, с которым сражался под Гамбургом, где и закончил войну.
22 августа 1826 года И. Е. Трощинский был произведён в генерал-лейтенанты и награждён орденом Святого Владимира 2-й ст. 
за отличное усердие в командовании поселенной 3-й уланской дивизии и за заботливость в устройстве округов
18 января 1828 года отправлен в почётную отставку по состоянию здоровья.
Иван Ефимович Трощинский умер в 1832 году.